# 藏东百蕊草
藏东百蕊草（学名：[Thesium tongolicum] 错误：{{Lang}}：文本有斜体标记（帮助））为檀香科百蕊草属下的一个种。

## 扩展阅读
- 維基物種上的相關：藏东百蕊草